# Коннолли, Сирил
Сирил Вернон Конолли (англ. Cyril Vernon Connolly; 10 сентября 1903, Ковентри — 26 ноября 1974, Лондон) — английский литературный критик, член колледжа патафизики. C 1940 года по 1949 был редактором влиятельного литературного журнала Horizon: A Review of Literature and Art. Коннолли придумал много остроумных эпитетов и проницательных замечаний, которые широко цитируются.

## Биография

### Детство
Сирил  Коннолли родился 10 сентября 1903 года в Ковентри, был единственным ребёнком военного Мэттью Уильяма Кембла Коннолли и его жены Мюриэль Мод Вернон.
Поступив в Итон-колледж, Сирил прошёл неприятную адаптацию, и заработал расположение преподавателей и прослыл настоящим остряком. В итоге, студент оказался вовлечённым в романтические интриги и политику колледжа, о чём поведал в своей книге Enemies of Promise (дословно — «Враги таланта»).

## Биографии
- Clive Fisher (1995): Cyril Connolly, St Martin’s Press, New York, ISBN 0-312-13953-5
- Jeremy Lewis (1995): Cyril Connolly, A Life, Jonathan Cape, London, ISBN 0-224-03710-2